# Smrečje v Črni
Smrečje v Črni este o localitate din comuna Kamnik, Slovenia, cu o populație de 25 de locuitori.